# Commiphora parvifolia
Commiphora parvifolia là một loài thực vật có hoa trong họ Burseraceae. Loài này được (Balf.f.) Engl. mô tả khoa học đầu tiên năm 1883.